# Cardenal (color)

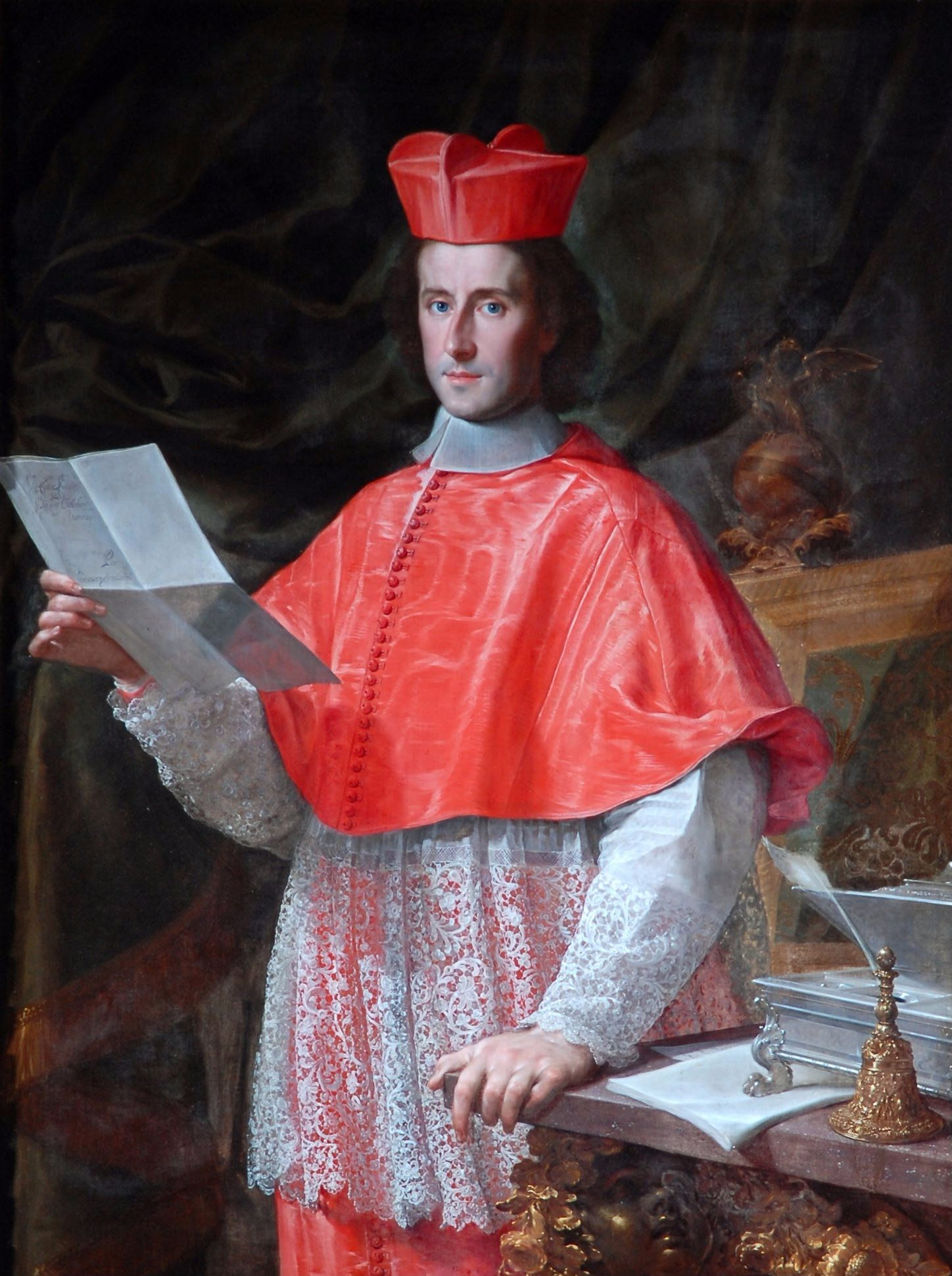
Retrato del Cardenal Pietro Ottoboni.

El Cardenal es un color rojo vivo que recibe su nombre por ser el color de la muceta de los cardenales católicos. Significa la sangre derramada por los mártires, y ellos, los cardenales, deben estar dispuestos a derramarla por la Iglesia.
Su tonalidad en el sistema cromático internacional Pantone es el Pantone 200